# Freireligiöse Bewegung
Die freireligiöse Bewegung bezeichnet eine uneinheitliche religiöse Weltanschauung, die auf konfessionsgebundene Lehren (Dogmen) und Bekenntnisse verzichtet. Organisatorisch entstand sie aus reformorientierten Kreisen der katholischen und evangelischen Kirche im Zuge des Vormärz. Sie fühlten sich im Zuge der Aufklärung den Menschenrechten, der gegenseitigen Toleranz und den Werten des Humanismus verbunden. Ihre Positionen gelten als liberal, freidenkerisch und säkular, bisweilen auch als pantheistisch, naturalistisch, agnostizistisch und atheistisch (vgl.: Religiöser Atheismus).

## Geschichte
Die freireligiöse Bewegung entstand Mitte des 19. Jahrhunderts in der Zeit des politischen Vormärz aus dem Deutschkatholizismus und den ursprünglich protestantischen Lichtfreunden. Unmittelbarer Auslöser war 1844 ein offener Brief des katholischen Priesters Johannes Ronge an Wilhelm Arnoldi, den Bischof von Trier, gegen die Ausstellung des „Rocks Christi“, einer Reliquie, die er als Götzenfest anprangerte. Dieser offene Brief wurde vielfach nachgedruckt und gelesen. In der Folge gründeten kritische Geistliche beider Kirchen neue, freie Gemeinden, wohl im Geiste der bürgerlichen Emanzipationsbewegung in der Zeit der Märzrevolution.
Die freireligiöse Bewegung wurde von der Philosophie der Aufklärung, aber auch von der Mystik und christlichen liberalen Strömungen beeinflusst. Im Wesentlichen speiste sich die freireligiöse Bewegung aus drei Quellen:
- reformorientierte Kreise der katholischen Kirche („Deutschkatholiken“)
- reformorientierte („rationalistische“) Kreise der protestantischen Kirche („Lichtfreunde“)
- die demokratisch-politische Bewegung der Revolution von 1848/49

Aus diesem Spektrum entwickelten sich Positionen, die eine große Bandbreite religiöser, weltanschaulicher und philosophischer Ansichten abdeckt. Der Religionsbegriff reicht von urchristlichen über pantheistische bis hin zu atheistischen Positionen.
Am 17. Juni 1859 schlossen sich 40.000 Gläubige von 53 – somit den meisten – freien Gemeinden zum Bund Freireligiöser Gemeinden Deutschlands zusammen. Dieser wurde später in Bund freier religiöser Gemeinden Deutschlands umbenannt.
Daneben entstanden weitere Zusammenschlüsse freier Gemeinden, so auch der bereits 1845 gegründete Verband der deutschkatholischen und freireligiösen Gemeinden Süddeutschlands, der mehr als andere auch für traditionelle Christen offen blieb. Neben einem Flügel, der eher eine freie Religion propagierte, entstanden in Berlin, Breslau, Chemnitz, Leipzig, Nürnberg, Stettin auch freireligiöse Gemeinden, die stärker freidenkerisch orientiert waren. Die naturalistisch orientierte Breslauer Gemeinde des Predigers Gustav Tschirn war in besonderem Maße am Materialismus und der Religionskritik Ludwig Feuerbachs orientiert. Aus dieser Richtung entstand später die organisierte Freidenkerbewegung, vor allem durch die Gründung des Deutschen Freidenker-Verbandes am 10. April 1881 in Frankfurt am Main.

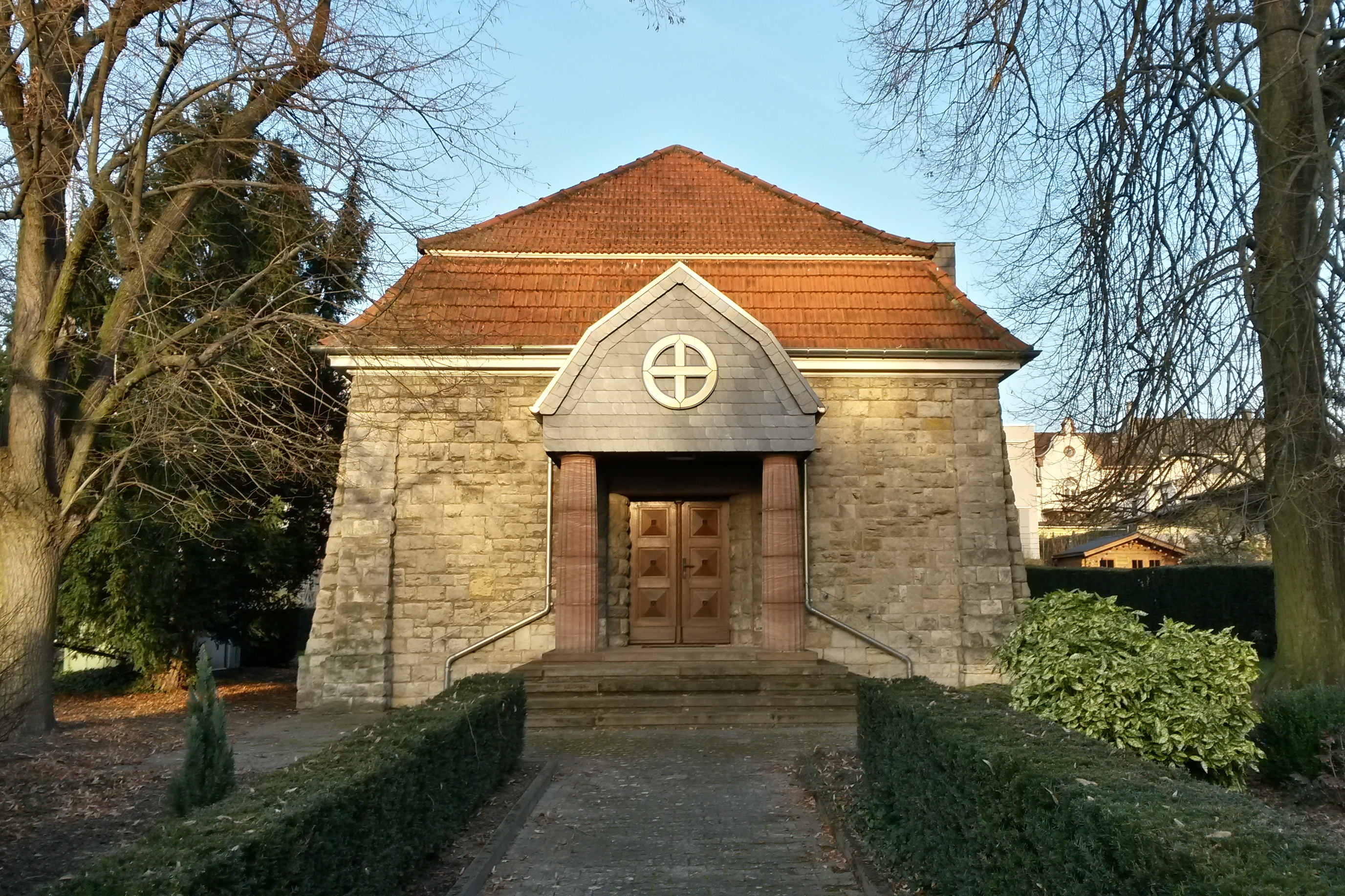
Freireligiöse Erbauungshalle in Ingelheim am Rhein, errichtet 1910 für die deutschkatholische Gemeinde

Dem 1907 entstandenen Weimarer Kartell trat der Bund Freireligiöser Gemeinden Deutschlands zwar nicht bei, stand ihm aber nahe. Gemeinsam mit dem Weimarer Kartell traten die Freireligiösen vor allem für die Trennung von Schule und Kirche und generell für die Verweltlichung des Staates ein. Einzelne Freireligiöse waren häufig auch Mitglied in anderen freigeistigen und freidenkerischen Verbänden wie dem 1906 gegründeten Deutschen Monistenbund oder dem 1908 gegründeten marxistischen Zentralverband proletarischer Freidenker als Ausgangspunkt der proletarischen Freidenkerbewegung.
1922 schlossen sich der Bund Freireligiöser Gemeinden Deutschlands und der bürgerliche Freidenker-Verband im Volksbund für Geistesfreiheit zusammen. Dem Volksbund fern blieb der Verband Freireligiöser Gemeinden Süd- und Westdeutschlands, der sich nicht mit den Freidenkern zusammenschließen wollte und das Religiöse stärker betonte. Der Volksbund hatte 1927 156 Ortsgemeinden und beteiligte sich an der Reichsarbeitsgemeinschaft freigeistiger Verbände der deutschen Republik, die in ihrer Funktion dem Weimarer Kartell vor dem Ersten Weltkrieg entsprach.
In der Zeit des Nationalsozialismus wurden viele freireligiöse Gemeinden ab 1933 verboten oder lösten sich auf. Zudem wurde vielfach freireligiöser Religionsunterricht (zugunsten des kirchlichen Religionsunterrichts) und die Durchführung von Jugendweihen verboten. Einige Mitglieder wurden verhaftet. Der Volksbund für Geistesfreiheit, der Mitgliedsgemeinden mit damals 60.000 bis 90.000 Mitglieder hatte, versuchte durch Umbenennung einem Verbot zu entgehen. Zuerst erfolgte die Umbenennung in Deutscher Freireligiöser Bund, am 4. Juni 1933 letztlich in Bund Freireligiöser Gemeinden Deutschlands. Dieser schloss sich 1934 als förderndes Mitglied der „Arbeitsgemeinschaft Deutsche Glaubensbewegung“ (ADG) an, aus der die Deutsche Glaubensbewegung hervorgegangen ist. Der Bund freireligiöser Gemeinden wurde am 20. November 1934 durch Hermann Göring verboten, veröffentlicht wurde dies am 27. November 1934 im Völkischen Beobachter. Ein weiteres, auf korrekt amtlichem Wege ergangenes Verbot folgte am 20. Mai 1935, was letztlich zur Auflösung führte. Die Freie Religionsgemeinschaft Deutschlands, der vor allem südwestdeutsche freireligiöse Gemeinden angehörten, blieb bestehen, musste sich aber an das NS-Regime anpassen. Im Unterschied zum Volksbund für Geistesfreiheit war sie von Anfang an religiöser ausgerichtet.
Freireligiöse bezeichnen sich oft als Humanisten und einige Gemeinden mithin als Freie Humanisten. Eine Reihe von früheren freireligiösen Gemeinden sind heute im Humanistischen Verband Deutschlands zusammengeschlossen.

## Gegenwärtig
Freireligiöse Gemeinden sind auch gegenwärtig noch in Deutschland aktiv. Der größte Dachverband heißt "Bund Freireligiöser Gemeinden Deutschlands K.d.ö.R", welcher 1859 gegründet wurde. Dieser ist Mitgliedsverband im Dachverband Freier Weltanschauungsgemeinschaften und bei den Humanists International.

## Lehre

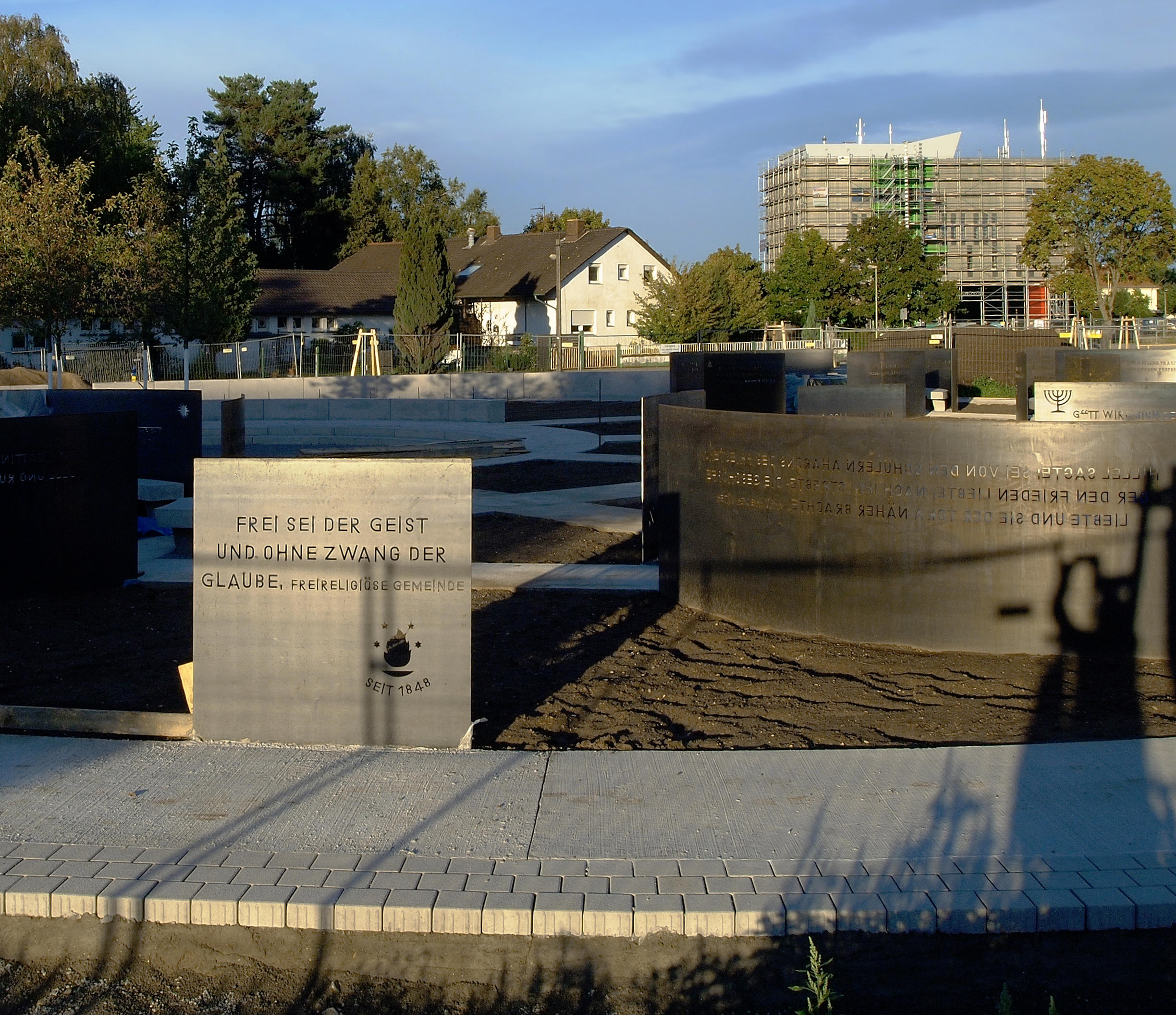
Das Motto der Freireligiösen im Garten der Religionen in Karlsruhe

Die Betonung von Werten wie Freiheit, Vernunft und Duldsamkeit bilden die Grundsätze der Freireligiösen. Unter dem Motto Frei sei der Geist und ohne Zwang der Glaube verwerfen Freireligiöse jede Art von dogmatischer Bindung und Hierarchie. Dementsprechend gelten die von dem Kirchenhistoriker E. M. Wilbur entwickelten Grundsätze:
- völlige geistige Freiheit in der Religion statt Bindung an Dogmen und Bekenntnisse
- uneingeschränkter Gebrauch der Vernunft in der Religion statt Berufung auf äußere Autorität und Überlieferung
- großzügige Duldsamkeit verschiedener Religionsansichten und Gebräuche statt Beharren auf Einheitlichkeit in Lehre, Brauchtum und Verwaltung.

Lösten sich Freireligiöse von kirchlichen Dogmen und Bekenntnissen, so trennten sich die meisten aber nicht von der Religion. In ihrem Religionsverständnis folgen sie Friedrich Schleiermacher, wenn Religion definiert wird als „etwas, was den Menschen im Innersten bewegt, was ihn zutiefst angeht, was ihm wesentlich ist“. Freie Religion wird demnach begriffen als eine innerliche Angelegenheit des Menschen, die – so der Religionsphilosoph Arthur Drews – „nicht an eine bestimmte Lehre oder Offenbarung, an heilige Bücher oder Religionsstifter gebunden ist, sondern sich im Einzelnen selbst ereignet als das Innerlichste, was sich denken läßt“.
Als Religion ohne Kirche und ohne bestimmte Gottesvorstellung sehen Freireligiöse die Welt als Einheit, ohne sie in Diesseits und Jenseits zu spalten (Monismus). Sie bestreiten den Geltungsanspruch heiliger Bücher wie auch der vielen, sich als einzigartig verstehenden Religionen. Vielmehr werden die Urkunden der Weltreligionen als Zeugnisse des religiösen Bedürfnisses des Menschen geschätzt. Es gibt Freireligiöse, die sich als frei in der Religion verstehen – also ohne dogmatische Bindungen –, und solche, die sich als frei von Religion verstehen und sich zu humanistischen und freigeistigen Überzeugungen bekennen.

## Bekannte Personen der freireligiösen Bewegung
Ludwig Ankenbrand, Eduard Baltzer, Karl Theodor Bayrhoffer, Walter A. Berendsohn, Robert Blum, Wilhelm Bölsche, Lily Braun, Lorenz Diefenbach, Louise Dittmar, Arthur Drews, Eduard Duller, Julius Fröbel, Georg Gottfried Gervinus, Ernst Haeckel, Friedrich Hecker, Hermann Heimerich, Wilhelm Hieronymi, Käthe Kollwitz, Waldeck Manasse, Ludwig Marum, Max Maurenbrecher, Theodor Meentzen, Malwida von Meysenbug, Martin Mohr, Christian Gottfried Daniel Nees von Esenbeck, Louise Otto-Peters, Bertha Ronge, Johannes Ronge, Emil Adolf Roßmäßler, Carl Scholl, Carl Schurz, Amalie Struve, Gustav von Struve, Leberecht Uhlich, Bruno Wille